# جونیچی ماسودا
جونیچی ماسودا (ژاپنی: 増田 順؛ زادهٔ ۱۲ ژانویهٔ ۱۹۶۸) یک موسیقی‌دان، آهنگ‌ساز، طراح بازی، برنامه‌نویس بازی، توسعه‌دهنده بازی ویدئویی و تهیه‌کننده بازی ویدئویی اهل ژاپن است. وی از سال ۱۹۸۹ میلادی تاکنون مشغول فعالیت بوده‌است و یکی از سه بنیان‌گذار شرکت گیم فریک است.
از جمله آثار او می‌توان به ساخت موسیقی برای بازی ویدئویی پوکمون گو اشاره کرد.